# Тала Еш
Тала Еш (англ. Tala Ashe, нар. 24 липня 1984, Тегеран, Іран) – ірано-американська акторка. Вона відома своїми ролями в телесеріалах «Успіх», «Як обертається світ», а також своєю регулярною роллю Зарі Томаз і Зарі Таразі в серіалі The CW про супергероїв «Легенди завтрашнього дня».

## Біографія
Еш народилася в Тегерані, Іран. Вона емігрувала до Сполучених Штатів, коли їй було дев'ять місяців. Еш виросла у Павелл, штат Огайо, недалеко від столиці штату Колумбус. Вона брала участь у своїх шкільних театральних постановках і як актриса, і як режисер.
Еш отримала ступінь бакалавра театральної школи Бостонського університету]. Вона також навчалася в Лондонській академії музики та драматичного мистецтва та в театрі Upright Citizens Brigade у Нью-Йорку.

## Кар'єра
Еш виступала у численних регіональних і позабродвейських постановках. Перша роль Еш на екрані — це її роль Наді у фільмі «Очікування в Пекіні» 2008 року. Їй приписують роль Тала Ашрафі, але в усіх наступних ролях вона згадується як Тала Еш. Вона брала участь у серіалах «Закон і порядок», «Закон і порядок: Злочинні наміри», «30 потрясінь» і «Таємні справи». Еш також неодноразово грала у серіалах Успіх і «Американська одіссея». Вона також була учасником акторського складу «Як обертається світ».
У 2017 році Еш приєднався до основного складу «Легенди завтрашнього дня» в ролі Зарі Томаз. Вона взяла на себе головну роль в епізоді під назвою «Here I Go Again» і отримала похвалу критиків і шанувальників за свою гру.

## Особисте життя
Еш є ірано-американкою і має подвійне громадянство. Її ім'я, Талайе, перською означає «піонер» і походить від Шах-наме. Окрім англійської, вона вільно розмовляє перською. Разом зі своїми колегами-акторками Arrowverse Еш є одним із засновників Shethority, проекту, спрямованого на надихання та піднесення жінок.

## Фільмографія
| Рік       |   | Українська назва                 | Оригінальна назва            | Роль           |
| --------- | - | -------------------------------- | ---------------------------- | -------------- |
| 2008      | ф | Очікування в Пекіні              | Waiting in Beijing           | Надя           |
| 2008      | с | Закон і порядок                  | Law & Order                  | Меддісон       |
| 2008      | с | Як обертається світ              | As the World Turns           | Амера Алі Азіз |
| 2011      | с | Закон і порядок: Злочинні наміри | Law & Order: Criminal Intent | Ребекка Ландон |
| 2012      | с | Успіх                            | Smash                        | Р. Дж. Квіглі  |
| 2015      | с | Американська одіссея             | American Odyssey             | Анна Стоун     |
| 2017—2022 | с | Легенди завтрашнього дня         | Legends of Tomorrow          | Зарі Томаз     |